# Cuộc vây hãm Paris (845)
Cuộc vây hãm và chiếm đóng Paris là đỉnh điểm trong cuộc xâm lăng của người Viking vào vương quốc Tây Franks. Các lực lượng Viking được chỉ huy bởi một tộc trưởng người Nordic tên là "Reginherus", hoặc Ragnar thường được biết đến dưới tên của một nhân vật huyền thoại trong các truyện thần thoại của Bắc Âu là Ragnar Lodbrok. Tàu của Viking gồm 120 tàu Viking, mang theo hàng ngàn người tiến theo hướng ngược lên thượng lưu sông Seine vào tháng 3. Vua Tây Frank là Charles đã tập hợp một đội quân nhỏ để đáp trả, nhưng thiệt hại 1 sư đoàn và số quân còn lại phải rút lui. Những người Viking đến Paris vào cuối tháng 12, trong lễ Phục Sinh. Sau khi cướp bóc và chiếm đóng thành phố, những người Viking cuối cùng đã rút lui sau khi nhận được khoản tiền chuộc 7.000 livere tiền Pháp (2.570 kg hoặc 5.670 bảng anh) vàng bạc của vua Charles .

## Hoàn cảnh
Đế chế Frank lần đầu tiên bị tấn công bởi những kẻ cướp Viking vào năm 799 (10 năm sau vụ tấn công Viking đầu tiên ở Portland, Dorset ở Anh), buộc Chalemagne lên kế hoạch xây dựng một hệ thống phòng thủ dọc theo bờ biển phía bắc vào năm 810. Hệ thống phòng thủ đã thành công đã đẩy lùi một cuộc tấn công của Viking tại cửa sông Seine vào năm 820 (sau cái chết của Charlemagne) nhưng lại không thành công trong việc chống lại các cuộc tấn công mới của Đan Mạch ở Frisia và Dorestad vào năm 834. Các cuộc tấn công năm 820-834 không ảnh hưởng gì và tương đối nhỏ, các đợt tấn công có tính hệ thống hơn đã bắt đầu từ giữa năm 830, với các hoạt động luân phiên giữa hai bên eo biển Anh. Các cuộc cướp biển Viking thường là một phần vì tranh giành ảnh hưởng chính trị giữa các tầng lớp quý tộc người Scandinavia. Người Đan Mạch, cũng như các nước lân bang khác, nắm được thông tin khá rõ ràng về tình hình chính trị ở Francia. Vào những năm 830 và đầu những năm 840, lợi dụng cuộc nội chiến Franks, người Viking đã tiến hành các cuộc đột kích: ở Antwerp và Noirmoutier năm 836, tại Rouen (trên sông Seine) vào năm 841, và tại Quentovic và Nantes vào năm 842.

## Chiếm đóng và vây hãm
Tháng 3 năm 845, một đội tàu gồm 120 tàu Viking Đan Mạch 
chở hơn 5.000 người đã vào Seine dưới sự chỉ huy của một lãnh chúa Đan Mạch mang tên "Reginherus" hoặc Ragnar. Ragnar này thường được xác định với hình tượng huyền thoại Ragnar Lodbrok, nhưng tính lịch sử của nó vẫn là một vấn đề tranh chấp trong các sử gia. Vào khoảng năm 841, Ragnar đã được Charles Hói trao cho Turholt, Frisia, nhưng cuối cùng ông đã bị mất đất cũng như sự ủng hộ của nhà vua. Những người Viking của Ragnar đã đột kích Rouen trên đường lên sông Seine vào năm 845, và đáp lại cuộc xâm lược, quyết tâm không để cho Nhà thờ Saint-Denis hoàng gia (gần Paris) bị phá hủy, Charles đã tập hợp một đội quân mà ông Được chia thành hai phần, một cho mỗi bên của dòng sông. Ragnar tấn công và đánh bại một trong những sư đoàn của quân đội Frankish nhỏ hơn, và đưa 111 người của họ vào tù và treo cổ họ trên một hòn đảo trên sông Seine. Điều này đã được thực hiện để tôn vinh thần thần Bắc Âu Odin,, cũng như kích động khủng bố trong lực lượng Franks.

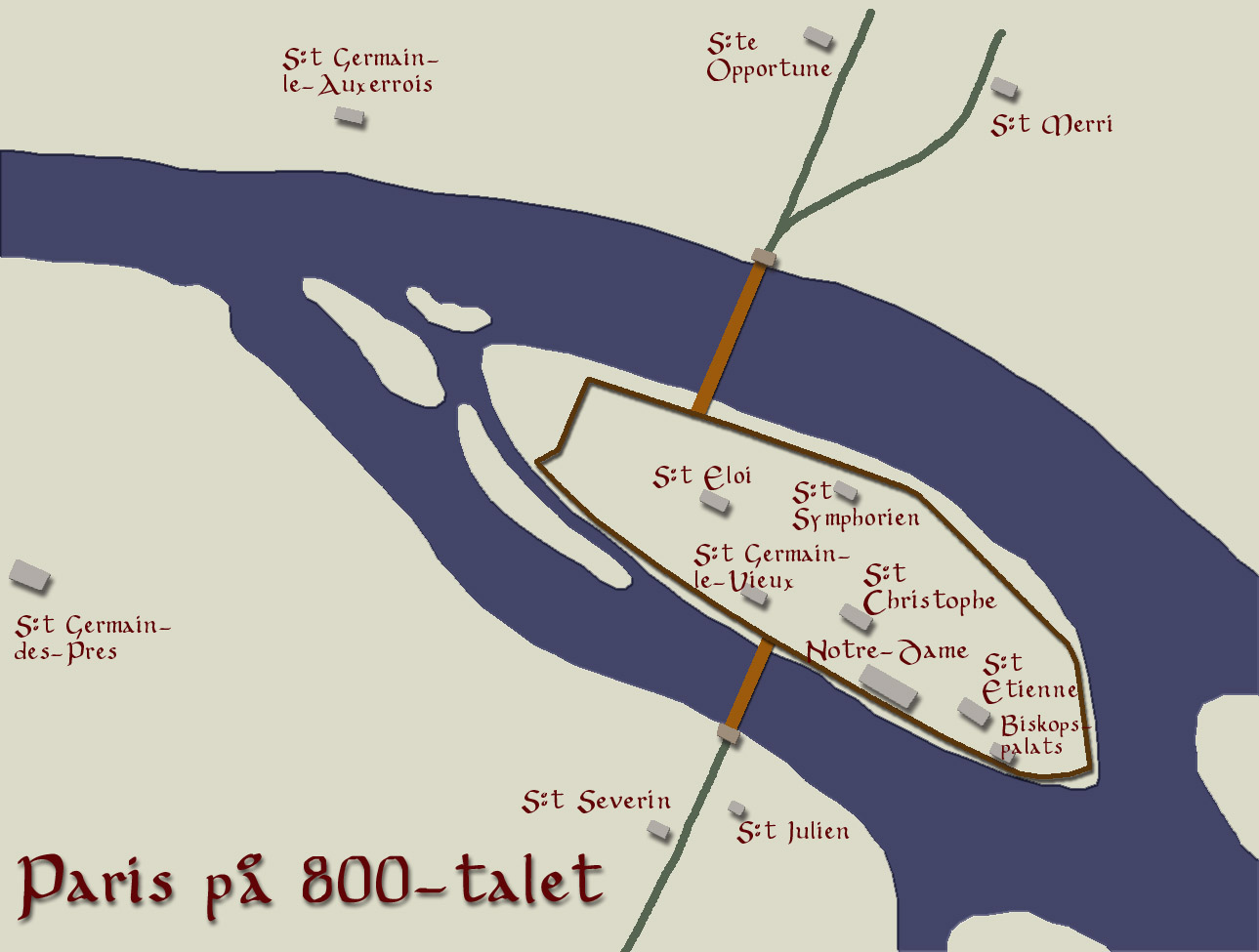
Bản đồ Paris thế kỷ 9. Thành của thành phố tập trung ở Île de la Cité, một cù lao trên sông Seine.

Người Viking cuối cùng đã đến Paris vào Chủ nhật Phục Sinh, ngày 29 tháng 3,  vào thành phố và cướp nó. Trong cuộc bao vây, một cơn dịch hạch bùng phát trong trại của họ. Người Na-uy đã tiếp xúc với tôn giáo Cơ Đốc, và sau khi cầu nguyện trước các vị thần Norse, họ đã tiến hành một cách nhanh chóng, hành động theo lời khuyên của một trong những tù nhân Cơ đốc của họ và bệnh dịch đã giảm xuống. Người Franks không thể tập hợp được bất kỳ biện pháp phòng vệ hiệu quả nào chống lại kẻ xâm lược , và người Viking chỉ rút lui sau khi được Charles Hói  trả số tiền khoảng 2.570kg (5.670 livre)(Có nguồn cho rằng số tiền thực tế là 7000 livre bạc. Xét rằng Ragnar mất đất trước đó của Charles, khoản thanh toán đáng kể cũng có thể được coi là một hình thức bồi thường cho sự mất mát của Ragnar, và cuộc xâm lược đó là một cuộc tấn công trả thù. Trong bất kỳ trường hợp nào, đây sẽ là lần đầu tiên trong tổng số mười ba khoản thanh toán của Frankenberg được gọi là Danegeld đối với những kẻ xâm lược của Viking bởi Franks [1] (mặc dù bản thân thuật ngữ này không rõ ràng đã được sử dụng tại thời điểm này). ] Trong khi đồng ý rút khỏi Paris, Ragnar đã cướp bóc một số địa điểm dọc theo bờ biển trong chuyến đi trở lại, bao gồm cả Tu viện Saint Bertin.
Mặc dù Charles đã bị chỉ trích gay gắt vì đã trả cho Vikings một khoản tiền chuộc lớn, nhưng ông cũng có những vấn đề quan trọng khác để giải quyết cùng một lúc, bao gồm tranh chấp với anh em, cuộc nổi dậy trong khu vực và các nhà quý tộc bất mãn, cũng như sức ép từ nước ngoài. Vì ông sẽ gặp rắc rối khi tin tưởng đếm của mình để tập hợp và lãnh đạo quân đội để đánh bại lực lượng vũ trang lớn của Ragnar, trả tiền cho họ thay vào đó sẽ mua Charles thời gian, và có thể là hòa bình với các cuộc cướp biển Viking khác - ít nhất là trong tương lai gần..

## Hậu quả
Cùng năm đó, một hạm đội Viking đã cướp phá Hamburg ,  đã được Giáo hoàng Gregory IV nâng lên thành tổng giám mục vào năm 831 theo sáng kiến của Louis the Pious để giám sát lãnh thổ Saxon và hỗ trợ việc giới thiệu Cơ đốc giáo đến Scandinavia .  Đáp lại, vua Frank Louis người Đức đã cử một phái đoàn ngoại giao, đứng đầu là Bá tước Cobbo (một trong hai bá tước), đến triều đình Horik, yêu cầu nhà vua Đan Mạch phục tùng quyền thống trị của Frankish và bồi thường cho cuộc xâm lược. Horik cuối cùng đã đồng ý với các điều khoản và yêu cầu một hiệp ước hòa bình với Louis, đồng thời hứa sẽ trả lại kho báu và những người bị bắt sau cuộc đột kích. Horik rất có thể muốn đảm bảo biên giới với Sachsen khi ông phải đối mặt với xung đột với Vua Olof của Thụy Điển và các cuộc đấu tranh trong nước. Theo hiệp ước, Louis yêu cầu sự phục tùng của Horik, điều này càng được đảm bảo bởi Horik thường xuyên gửi các đại sứ quán và quà tặng cho Louis và việc ông ngừng hỗ trợ những kẻ đột kích Viking. 
Mặc dù nhiều người Viking đã chết trong bệnh dịch trong cuộc bao vây Paris, Ragnar vẫn sống để trở về nhà với Vua Horik. Theo một câu chuyện bắt nguồn từ một thành viên của đại sứ quán Cobbo, Ragnar, đã tấn công Tu viện Saint-Germain-des-Prés , sau đó ở ngoại ô Paris thời trung cổ và sau đó Cobbo đã đến thăm, cho rằng bệnh dịch là do sức mạnh của Saint Germain của Pari .  Trong khi Ragnar cho Horik xem số vàng và bạc mà anh ta kiếm được và khoe khoang về việc anh ta nghĩ rằng cuộc chinh phục Paris dễ dàng như thế nào, [9  anh ta được cho là đã gục xuống khóc khi kể rằng sự kháng cự duy nhất mà anh ta gặp phải là từ người đã khuất từ lâu thánh nhân. Khi một số người của Ragnar chết không lâu sau đó, nhà vua sợ hãi đến mức ra lệnh hành quyết những người sống sót và thả những người theo đạo Thiên chúa bị bắt giữ.  Sự kiện này một phần đã khiến Horik tiếp nhận Tổng giám mục Ansgar , "Tông đồ của phương Bắc", với những điều khoản thân thiện tại vương quốc của mình.  Người Viking quay trở lại nhiều lần vào những năm 860 và giành được chiến lợi phẩm hoặc tiền chuộc, nhưng trong một bước ngoặt đối với lịch sử nước Pháp, các bức tường của thành phố đã chống lại lực lượng tấn công lớn nhất của người Viking trong cuộc bao vây Paris (885–86 ) . [ cần dẫn nguồn ]

Thượng hội đồng Paris buộc phải triệu tập tại Meaux vì cuộc bao vây, nhưng nó đã chuyển đến Paris sau khi cuộc bao vây được dỡ bỏ.
1. ↑  Jones 2001, tr. 210.
2. ↑  Goldberg 2006, tr. 133–134.
3. 1 2 3  Kohn 2006, tr. 588.
4. 1 2 3 4 5 6 7  Jones 2001, tr. 212.
5. ↑  Sawyer 2001, tr. 39.
6. 1 2  Sprague 2007, tr. 225.
7. 1 2 3 4 5 6  Duckett 1988, tr. 181.
8. 1 2 3  Sawyer 2001, tr. 40.
9. ↑  Mawer 1922, tr. 330.
10. ↑  Jones 2001, tr. 213.